# Cantonul Montrevault
Cantonul Montrevault este un canton din arondismentul Cholet, departamentul Maine-et-Loire, regiunea Pays de la Loire, Franța.

## Comune
- La Boissière-sur-Èvre
- Chaudron-en-Mauges
- La Chaussaire
- Le Fief-Sauvin
- Le Fuilet
- Montrevault (reședință)
- Le Puiset-Doré
- Saint-Pierre-Montlimart
- Saint-Quentin-en-Mauges
- Saint-Rémy-en-Mauges
- La Salle-et-Chapelle-Aubry